# Kiran Shah
Kiran Shah (Nairobi, 28 september 1956) is een Keniaans acteur en stuntman van Indiase afkomst.

## Biografie
Shah werd geboren op 28 september 1956 in Nairobi. Op 12-jarige leeftijd verhuisde de familie Shah naar India, waar Shah geïnteresseerd raakte in film. Nadat hij samen met zijn familie verhuisde naar Londen, verscheen Shah in 1977 als stand-in en stuntman voor Sara Tamakuni in de film Candleshoe.
In 2003 werd Shah opgenomen in het Guinness Book of Records als "Kleinste Professionele Stuntman".
Naast zijn werk als acteur en stuntman, schrijft Shah poëzie.

## Filmografie

### Acteur (selectie)
| Jaar | Productie                                                  | Rol                  | Opmerking                                          |
| ---- | ---------------------------------------------------------- | -------------------- | -------------------------------------------------- |
| 1977 | The People That Time Forgot                                | Bollum               | Film                                               |
| 1978 | The Many Wives of Patrick                                  | Voorproever          | Serie, Gastrol in "The Sheikh of Saudi Kensington" |
| 1981 | Indiana Jones and the Raiders of the Lost Ark              | Abu                  | Film                                               |
| 1983 | Star Wars: Episode VI: Return of the Jedi                  | Ewok                 | Film                                               |
| 1985 | Legend                                                     | Blunder              | Film                                               |
| 1990 | Jekyll & Hyde                                              | Sara's zoon          | Tv-film                                            |
| 1995 | Space Precinct                                             | Verschillende rollen | Serie, Gastrol in 3 afleveringen                   |
| 1999 | Alice in Wonderland                                        | Witte konijn         | Tv-film                                            |
| 2005 | De Kronieken van Narnia: De leeuw, de heks en de kleerkast | Ginarrbrik           | Film                                               |
| 2007 | Shameless                                                  | Mr. Cosy             | Serie, gastrol in aflevering 4.8                   |
| 2010 | Trapped!                                                   | Grimble              | Serie                                              |
| 2012 | The Hobbit: An Unexpected Journey                          | Goblin Scribe (stem) | Film                                               |
| 2015 | Star Wars: Episode VII: The Force Awakens                  | Teedo                | Film                                               |
| 2018 | Solo: A Star Wars Story                                    | Karjj                | Film                                               |
| 2019 | Star Wars: Episode IX: The Rise of Skywalker               | Nambi Ghima          | Film                                               |
| 2022 | Andor                                                      | Granik               | Serie, gastrol in aflevering 1.2                   |

### Stuntman (selectie)
| Jaar | Productie                                         | Functie                                        |
| ---- | ------------------------------------------------- | ---------------------------------------------- |
| 1977 | Candleshoe                                        | Stand-in Stunts                                |
| 1978 | Superman                                          | Stunts                                         |
| 1979 | Arabian Adventure                                 | Stunt double                                   |
| 1981 | The Great Muppet Caper                            | Stunt double "Miss Piggy"                      |
| 1983 | Star Wars: Episode VI: Return of the Jedi         | Stunt double                                   |
| 1984 | Indiana Jones and the Temple of Doom              | Stunts                                         |
| 1986 | Aliens                                            | Stunt double "Carrie Henn"                     |
| 1988 | The Adventures of Baron Munchausen                | Stunts                                         |
| 1995 | Braveheart                                        | Stunts                                         |
| 1997 | Titanic                                           | Stunts                                         |
| 1998 | Madeline                                          | Stunts                                         |
| 2001 | Harry Potter en de Steen der Wijzen               | Stunts                                         |
| 2001 | The Lord of the Rings: The Fellowship of the Ring | Stunts Scale double "Elijah Wood" & "Ian Holm" |
| 2002 | The Lord of the Rings: The Two Towers             | Stunts Scale double "Elijah Wood"              |
| 2003 | The Lord of the Rings: The Return of the King     | Stunts Scale double "Elijah Wood" & "Ian Holm" |
| 2012 | The Hobbit: An Unexpected Journey                 | Stunts Scale double "Bilbo Baggins"            |
| 2013 | The Hobbit: The Desolation of Smaug               | Stunts Scale double "Bilbo Baggins"            |
| 2014 | The Hobbit: The Battle of the Five Armies         | Stunts Scale double "Bilbo Baggins"            |